# Закон золотого заходу
Закон золотого заходу (англ. Law of the Golden West) — американський вестерн режисера Філіпа Форда 1949 року.

## Сюжет
Молодий Буффало Білл Коді наздоганяє вбивцю свого батька і розкриває земельну змову.

## У ролях
- Монте Хейл — Буффало Білл Коді
- Пол Херст — Отіс Елліс
- Гейл Девіс — Енн Калверт
- Рой Баркрофт — Клет Ларрабі
- Джон Холленд — Квентін Морелл
- Скотт Елліотт — Вейн Калверт
- Лейн Бредфорд — бандит Белден
- Гарольд Гудвін — северянин в барі
- Джон Гемілтон — Ісаак Коді, батько Білла